# Agathosma peglerae
Agathosma peglerae är en vinruteväxtart som beskrevs av Dümmer. Agathosma peglerae ingår i släktet Agathosma och familjen vinruteväxter. Inga underarter finns listade i Catalogue of Life.